# Moi, je t'aime (film)
Pour les articles homonymes, voir Moi, je t'aime.
Pour plus de détails, voir Fiche technique et Distribution.
Moi, je t'aime (Io ti amo) est un film italien réalisé par Antonio Margheriti, sorti en 1968.

## Synopsis
Tancredi est un prince et un peintre connu. Au cours d'un voyage, il rencontre une hôtesse de l'air, Judy, et en tombe éperdument amoureux. Après avoir aidé le prince en lui servant de modèle, l'hôtesse doit repartir, en espérant le revoir bientôt. Une histoire d'amour irrésistible s'ensuit. Judy jure plus tard de le revoir et de passer plus de temps avec lui. Lorsque Tancredi se rend à l'aéroport pour la retrouver, il apprend que la jeune fille est morte dans un accident de voiture sept jours plus tôt. 

## Fiche technique
- Titre original : Io ti amo
- Titre français : Moi, je t'aime[1]
- Réalisateur : Antonio Margheriti
- Scénario : Antonio Margheriti, Renato Polselli
- Photographie : Riccardo Pallottini
- Montage : Tommasina Tedeschi
- Musique : Carlo Savina
- Producteur : Luigi Rotundo
- Société de production : Genesio Productions
- Pays de production :  Italie
- Langue de tournage : italien
- Format : Couleur technicolor - 1,85:1 - Son mono - 35 mm
- Durée : 96 minutes (1h36)
- Genre : Drame romantique
- Dates de sortie :
  - Italie : 11 avril 1968

## Distribution
- Dalida : Judy
- Alberto Lupo : Tancredi di Castelvolturno
- Wanda Capodaglio : Principessa di Castelvolturno
- Gioia Desideri : Clarissa
- Marisa Quattrini : Sonia
- Salvatore Campochiaro : Vincenzo
- Karin Schubert
- Špela Rozin : Grace
- Giovanni Ivan Scratuglia
- Mirella Pamphili